# Andrena spreta
Andrena spreta är en biart som beskrevs av Pérez 1895. Andrena spreta ingår i släktet sandbin, och familjen grävbin. Inga underarter finns listade i Catalogue of Life.